# Cyphostemma pruriens
Cyphostemma pruriens là một loài thực vật hai lá mầm trong họ Nho. Loài này được (Welw. ex Baker) Desc. miêu tả khoa học đầu tiên năm 1967.